# Zonisamide
Le zonisamide est un médicament antiépileptique vendu sous le nom de marque Zonegran.

## Usage médical
Le zonisamide est un médicament utilisé en complément d'autres médicaments pour traiter l'épilepsie, en particulier les crises partielles. Il existe également des preuves d'une efficacité dans les symptômes de la maladie de Parkinson. Ce médicament est administré par voie orale .

## Effets secondaires
Les effets secondaires courants comprennent les douleurs abdominales, les nausées, la constipation, la bouche sèche ou les étourdissements. D'autres effets secondaires peuvent inclure la perte de cheveux, le nystagmus ou les troubles de la moelle osseuse. L'utilisation pendant la grossesse peut nuire au fœtus et l'utilisation pendant l'allaitement n'est pas recommandée. Il fait partie de la famille des sulfamides et n'est pas recommandé aux personnes allergiques à ces produits.

## Histoire
Le zonisamide a été approuvé pour un usage médical aux États-Unis en 2000. Il est disponible en tant que médicament générique . Aux États-Unis, il coûte moins de 20 USD par mois à partir de 2021. Il est également relativement bon marché au Royaume-Uni.